# Бішкаїн (Аургазинський район)
Бішкаї́н (рос. Бишкаин, башк. Бишҡайын) — село у складі Аургазинського району Башкортостану, Росія. Адміністративний центр Бішкаїнської сільської ради.
Населення — 1150 осіб (2010; 1201 в 2002).
Національний склад:
- чуваші — 96%